# Anisia nigrithorax
Anisia nigrithorax là một loài ruồi trong họ Tachinidae.